# Теория на групите
Теорията на групите изучава алгебричните структури, наречени групи. За да бъде едно множество от елементи група, то в него трябва да е дефинирана операция, която да съпоставя на всеки два елемента от множеството – трети елемент, който също трябва да принадлежи на множеството. Операцията трябва да удоволетворява следните условия:
- да съществува неутрален елемент (всеки елемент съпоставен, чрез операцията, с неутралния елемент да е равен на себе си),
- да съществува обратен елемент (всеки елемент съпоставен с обратния си да е равен на неутралния елемент), и
- да е налице асоциативност.

Групата е основно понятие в абстрактната алгебра. Много други множества като пръстени, полета и векторни пространства могат да бъдат дефинирани като групи с наложени допълнителни операции и условия. Теория на групите има многочислени приложения във физиката и химията.

## История
Групите възникват главно като средство за развитие на три други математически теории: теория на числата, решаване на алгебрични уравнения и геометрията.
Теорията на групите е дял от съвременната алгебра. Тя изучава множества, в които определена една операция, подчинена на няколко естествени условия. По-точно: една група G е множество, в което на всеки два елемента a и b от G е съпоставен трети елемент c от G, наречен тяхно произведение (или сума), така че да са изпълнени законите, на които е подчинена операцията събиране на числа (евентуално без комутативния закон).
Ако операцията е комутативна, групата се нарича абелова. Пример за абелова група е множеството на целите числа по отношение на операцията събиране. Множеството на естествените числа обаче не е група спрямо събирането, тъй като противоположното число на естествено число не е естествено число. В математиката понятието група възниква в края на XVIII и началото на XIX в. едновременно в няколко математически дисциплини. Още в края на XVIII в. Ж. Лагранж и Вандермонд откриват връзката между решаването на алгебричните уравнения в радикали и свойствата на групи от определен вид, т. нар. групи от субституции. Н. Абел също изучва свойствата на някои видове групи при изследването на решимостта в радикали на частни видове алгебрични уравнения. Еварист Галоа като използва някои дълбоки свойства на групи от субституции, успява да изведе необходимото и достатъчно условие за решимост на алгебрично уравнение в радикали. С това се полагат основите на един важен клон на съвременната алгебра – теорията на Галоа. Почти по същото време понятието група възниква и в геометрията при разглеждането на различни преобразувания на равнината и пространството, които запазват определени свойства на фигурите (еднаквости, подобия и др.) а също и в кристалографията.
Днес теорията на групите бележи възходящо развитие и има голямо приложение като в самата математика, така и в други науки, като кристалография, квантова механика и др.